# ريكاردس تاموليس
ريكاردس تاموليس (22 يوليو 1938 – 22 أبريل 2008) هو ملاكم من الاتحاد السوفيتي تايلاندي راحل، مثّل بلاده في الألعاب الأولمبية الصيفية 1964.

## روابط خارجية
ريكاردس تاموليس على موقع بوكس ريك (الإنجليزية) (registration required)
- ريكاردس تاموليس على موقع اللجنة الأولمبية الدولية (الإنجليزية)
- ريكاردس تاموليس على موقع أوليمبيديا (الإنجليزية)